# Archaeotrigon brevimaxillus
Archaeotrigon intermissus és una espècie de mamífer extint que visqué en allò que avui en dia és Nord-amèrica durant el Juràssic superior (Kimmeridgià-Titonià). Se n'han trobat restes fòssils a la formació de Morrison, més concretament a la zona estratigràfica 5.